# Hejőpapi
Hejőpapi este un sat în districtul Mezőcsát, județul Borsod-Abaúj-Zemplén, Ungaria, având o populație de 1.221 de locuitori (2011). 

## Demografie
Componența etnică a satului Hejőpapi
     Maghiari (91,1%)
     Romi (7,95%)
     Necunoscut (0,36%)
     Germani (0,59%)
     Alții (0,36%)
Componența confesională a satului Hejőpapi
     Reformați (26,13%)
     Romano-catolici (11,06%)
     Fără religie (10,73%)
     Greco-catolici (1,15%)
     Atei (1,15%)
     Necunoscută (49,8%)
     Alte religii (1,15%)
Conform recensământului din 2011, satul Hejőpapi avea 1.221 de locuitori. Din punct de vedere etnic, majoritatea locuitorilor (91,1%) erau maghiari, cu o minoritate de romi (7,95%). Apartenența etnică nu este cunoscută în cazul a 0,36% din locuitori. Nu există o religie majoritară, locuitorii fiind reformați (26,13%), romano-catolici (11,06%), persoane fără religie (10,73%), atei (1,15%) și greco-catolici (1,15%). Pentru 49,8% din locuitori nu este cunoscută apartenența confesională.